# Dunaliellaceae
Dunaliellaceae es una familia de algas específicamente de Volvocales.

## Géneros
- Dunaliella
- Hafniomonas